# إيفا بيرثيستيل
إيفا بيرثيستيل (بالإنجليزية: Eva Birthistle) هي ممثلة أيرلندية، ولدت في 1974 في جمهورية أيرلندا.

## أعمال

### أفلام
- (2002) الأحد الدامي
- (2015) بروكلين

### مسلسلات
- ذا لاست كينغدوم

## وصلات خارجية
- إيفا بيرثيستيل على موقع IMDb (الإنجليزية)
- إيفا بيرثيستيل على موقع ألو سيني (الفرنسية)
- إيفا بيرثيستيل على موقع أول موفي (الإنجليزية)
- إيفا بيرثيستيل على موقع قاعدة بيانات الأفلام السويدية (السويدية)
- إيفا بيرثيستيل على موقع قاعدة بيانات الفيلم (الإنجليزية)
- إيفا بيرثيستيل على موقع كينوبويسك (الروسية)